# Higashi
Higashi (干菓子・乾菓子 Can quả tử, nghĩa là "đồ ngọt sấy khô") , là loại wagashi chứa rất ít độ ẩm trong đó, do đó chúng có thể giữ tương đối lâu hơn so với các loại wagashi khác.

## Sơ lược
Higashi, ngược lại với namagashi, là một nhóm gồm các wagashi được chế biến dưới dạng đặc khô. Trong đó có các loại như rakugan, konpeitō (một loại kẹo cứng), senbei (một loại bánh gạo), arare (một loại bánh gạo khác), vv.... mặc dù bánh gạo là một món mặn, do đó nó không được coi là wagashi. Higashi vị ngọt có sự tương đồng với bánh quy của phương Tây.
Một định nghĩa hẹp hơn về higashi có thể là món ăn bị giới hạn công thức với một hoặc nhiều loại đường, với một loại bột cụ thể và một số chất phụ gia khác, trong khi có một số higashi chỉ làm từ đường, không có bột trong thành phần món ăn.
Bột được sử dụng để làm higashi thường là bột gạo, có nhiều loại khác nhau. Bột làm từ những thành phần khác, như đậu đỏ azuki, đậu tương, đậu xanh và tinh bột cũng thường được sử dụng.
Higashi thường được làm với wasanbon, một loại đường hạt mịn truyền thống cao cấp của Nhật Bản, thường được dùng để tạo ra những chiếc higashi mịn màng nhất. Loại higashi thông thường được biết đến nhiều nhất là rakugan, nhưng định nghĩa cái tên này  hơi mơ hồ và đôi khi không phù hợp khi chỉ các loại wagashi, nên trong trường hợp này, thuật ngữ higashi là thích hợp hơn cả.
Higashi thường được phục vụ trong các buổi tiệc trà truyền thống Nhật Bản.

## Danh sách các loại Higashi
- Goshikiitō (五色糖 Goshikiitō?) – Gồm có 5 vị: bainiku (mận muối), hakka (bạc hà Nhật Bản), nikkei (quế), shōga (gừng), và yuzu (thanh yên), mỗi loại đều có hình dạng khác nhau.
- Hakusansekkei (白山雪渓 Hakusansekkei?)
- Hanakazura (花かずら Hanakazura?)
- Mugirakushizuka (麦らく静 Mugirakushizuka?)
- Nininsuzuka (二人静 Nininsuzuka?)
- Rakugan (落雁 Rakugan?)
- Shigure no matsu (時雨の松 Shigure no matsu?)
- Suiko (推古 Suiko?) – được phân theo màu:  Aka (màu đỏ hồng) và shiro (màu trắng).